# Catedral de Constanza
La Catedral de Constanza (en alemán: Konstanzer Münster) es un edificio histórico en Constanza, al sur de Alemania, que sirve como proto-catedral de la antigua diócesis católica de Constanza (disuelta en 1821).
La primera mención de una iglesia en Constanza dedicada a la Virgen María data del 615. Confirmación documental de la iglesia llamada "Ecclesia Sanctae Mariae urbis Constantiae" se fecha a mediados del siglo VIII. Existe una clara evidencia que indica que se encuentra en la colina de la catedral, donde se había establecido una fortificación románica tardío con un asentamiento civil contiguo. En 780, la iglesia fue mencionada en la confirmación de un contrato por el emperador Carlomagno.
Constanza fue un centro importante del cristianismo en el Sacro Imperio Romano Germánico y sede del Concilio de Constanza (1414-1418), que abordó la crisis del Gran Cisma de Occidente. En esa época, la catedral simbolizaba el poder y la unidad de la Iglesia Católica.
Durante el auge de la Reforma Protestante en el Siglo XVI, Constanza adoptó tempranamente los ideales reformistas. En 1527, la ciudad se unió a la corriente reformada inspirada por Martín Lutero y Ulrico Zuinglio. Esto transformó la Catedral en una iglesia de culto protestante.
Durante el periodo protestante de la Catedral, Se suprimieron las prácticas consideradas "papistas" por los reformadores, como la veneración de reliquias, imágenes y santos. La misa fue reemplazada por servicios protestantes centrados en la predicación y el uso de la lengua alemana en lugar del latín. Muchos elementos artísticos y litúrgicos de la catedral fueron eliminados o destruidos debido al rechazo reformista hacia las imágenes religiosas.
En 1548, como resultado de la derrota del protestantismo en la región tras la Guerra de Esmalcalda, Constanza fue reintegrada a los territorios católicos bajo el control de los Habsburgo. Esto llevó a la restauración del culto católico en la iglesia, pero la sede episcopal se trasladó a Meersburg, dejando la iglesia sin el estatus oficial de catedral y solo quedando como un título simbólico.
En 1955 el Papa Pío XII elevó la catedral a una basílica menor papal. Un programa de restauración del interior de la catedral, así como del exterior se inició en 1962 y se concluyó 2010. En 1966, doce nuevas campanas fueron fabricadas y colgadas en sus torres, una donación del estado de Baden-Wurttemberg.
Hoy en día, la Catedral de Constanza es una iglesia católica y un monumento histórico que refleja las complejas transformaciones religiosas y políticas de su época. Su arquitectura y arte todavía muestran huellas de estos tumultuosos periodos.

## Véase también

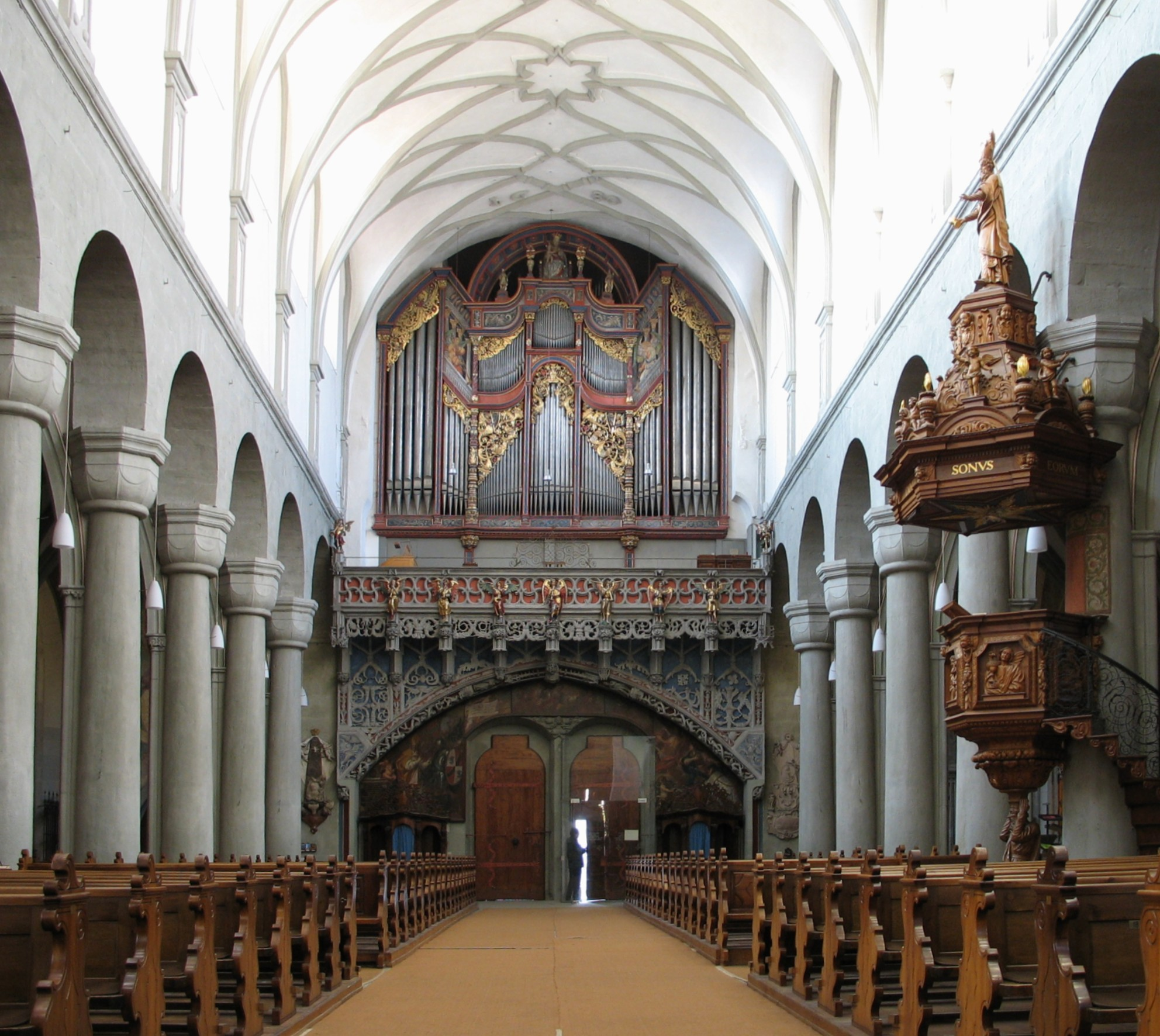
Vista interna